# David Callahan

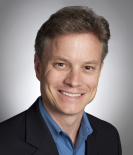
David Callahan

David Callahan (* 14. Juni 1965) ist ein amerikanischer Politikwissenschaftler, Medienaktivist, Vortragsredner und Buchautor. Er ist Mitbegründer des Think Tank Demos und Gründer der Webseite Inside Philanthropy. Sein gedrucktes Werk umfasst Sachbücher zur Politikgeschichte der Vereinigten Staaten sowie einen Roman.

## Leben und Werk
David Callahan ist ein Sohn des Philosophen Daniel Callahan und der Psychologin Sidney Callahan, geb. DeShazo. Er wuchs in Hastings-on-Hudson auf, einem Vorort von New York City, und besuchte dort auch die High School. Nach einem Studium am Hampshire College in Amherst, Massachusetts, das er 1987 mit einem Bachelorgrad abschloss, arbeitete er von 1989 bis 1990 für die in Washington, D.C. erscheinende Vierteljahresschrift The American Prospect und ging 1991 zur Princeton University, wo er 1997 im Fach Politikwissenschaft promovierte.
Bereits seit 1990 veröffentlicht Callahan Bücher. Von 1994 bis 1999 war als Fellow am New Yorker Century Foundation tätig. 2000 war er Mitbegründer des New Yorker Think Tank Demos, dessen Themenschwerpunkte in den Bereichen Reform des Wahlsystems, ökonomische Sicherheit, Nachhaltigkeit und alternative Wege des wirtschaftlichen Fortschritts liegen.
2004 publizierte Callahan sein bisher bekanntestes Buch, The cheating culture. Er entwickelt darin die These, in den USA sei ein Anstieg unethischen Verhaltens zu verzeichnen, dessen Ursache vor allem im Neoliberalismus und der damit wachsenden sozialen Ungleichheit liege. In der libertären Monatszeitschrift Reason warf ihm daraufhin Julian Sanchez vor, sich anzumaßen, „eine schwindelerregende Bandbreite von Verhaltensweisen“ – von illegalen Downloads bis hin zu Steuerbetrug – mit einer einzigen Erklärung (der Schuld von Milton Friedman nämlich) abfertigen zu können.
2013 verließ Callahan Demos und startete Inside Philanthropy, eine Nachrichtenwebseite, die es sich zum Ziel gesetzt hat, den Nonprofit-Bereich für die Öffentlichkeit übersichtlicher und transparenter darzustellen.

## Veröffentlichungen
Deutsche Übersetzungen von Callahans Büchern liegen bisher nicht vor.

### Sachliteratur
- Dangerous Capabilities: Paul Nitze and the Cold War. Harper Collins, New York 1990, ISBN 978-0-06-016266-5.
- Between Two Worlds: Realism, Idealism, and American Foreign Policy After the Cold War. Harper Collins, New York 1994, ISBN 978-0-06-018213-7.
- Unwinnable Wars: American Power and Ethnic Conflict. Farrar, Straus, and Giroux, New York 1998, ISBN 978-0-8090-1610-5.
- Kindred Spirits: Harvard Business School's Extraordinary Class of 1949 and How They Transformed American Business. Wiley, Hoboken 2002, ISBN 978-0-471-41819-1.
- The Cheating Culture: Why More Americans Are Doing Wrong to Get Ahead. Harcourt, Orlando, FL 2004, ISBN 978-0-15-101018-9 (eingeschränkte Vorschau in der Google-Buchsuche).
- The Moral Center: How Progressives Can Unite America Around Our Shared Values. Harcourt, Orlando, FL 2006, ISBN 978-0-15-101151-3.
- Fortunes of Change: The Rise of the Liberal Rich and the Remaking of America. Wiley, Hoboken 2010, ISBN 978-0-470-17711-2.

### Roman
- State of the Union. Little, Brown, New York 1997, ISBN 978-0-451-19725-2.